# Limelight Records
Limelight Records är ett dotterbolag till Mercury Records. Ett bolag startat av Quincy Jones, med förekommande av Art Blakey, Les McCann, Dizzy Gillespie, Gerry Mulligan, Chet Baker och många andra dolda framstående jazzmusiker. 
Några av Limelights serier har blivit återutgivna på CD. Att få tag i de gamla original Limelight-utgåvorna är väldigt svårt idag att finna.
Limelight Records produserade 1968 Song of the Second Moon, en LP men elektronisk musik av de nederländska kompositörerna Dick Raaijmakers och Tom Dissevelt.